# Pineto
Pineto là một đô thị và thị xã của Ý. Đô thị này thuộc tỉnh Teramo trong vùng Abruzzo. Pineto có diện tích km2, dân số theo ước tính năm 2005 của Viện thống kê quốc gia Ý là 13.763 người. 
Các đơn vị dân cư:
Đô thị Pineto giáp với các đô thị: